# Fach (Weberei)

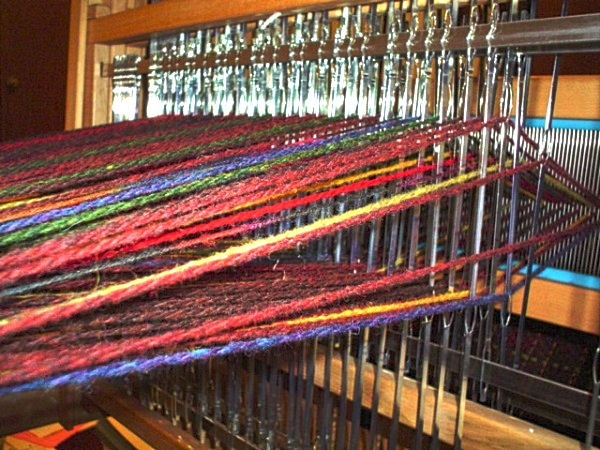
Ansicht eines Faches vom Innenraum des Webstuhls aus

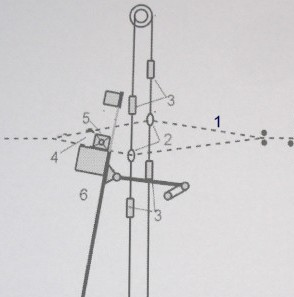
Schematischer Querschnitt:
1 gehobener Kettfaden
2 Litzenaugen (Öffnungen)
3 Schaftleisten
4 Zwischenraum: das Fach
5 Schützen („Schiffchen“)
6 Kammlade

Das Fach bezeichnet in der Weberei den rautenförmigen Zwischenraum oder Hohlraum, der zwischen den gehobenen und den gesenkten Kettfäden entsteht und zum Eintrag des Schussfadens dient.
Das Webfach ist ein dynamisches Gebilde, das während des Webvorganges nach jedem Schusseintrag geschlossen und in anderer Form – abhängig von der verwendeten Bindung – wieder neu geöffnet wird. Die Länge des Faches wird nach vorn durch das Gewebe begrenzt. Der Mittelpunkt des Fachs liegt im Bereich der Schäfte. Beim Stand-Webstuhl (basse lisse) liegt das Webfach waagerecht, beim Gewichtswebstuhl bildet sich das Fach senkrecht.
Um den Webschützen oder das Webschiffchen möglichst hindernisfrei und ohne Webfehler durch das Fach führen zu können, sollte dieses weit und möglichst sauber geöffnet werden. Von einem sauberen Fach spricht man, wenn alle Kettfäden auf verschiedenen Schäften von der Seite gesehen in der gleichen Höhe liegen. Zu diesem Zweck müssen bei vielschäftigen Bindungen bzw. Geweben die mittleren Schäfte stärker ausgehoben werden als die vorderen und hinteren, die Verschnürung der Tritte muss entsprechend angepasst werden. Das Fach darf andererseits nicht zu weit geöffnet werden, weil sonst eine hohe Zugspannung in den Fäden entsteht und der mechanische Aufwand unnötig groß wird.
Die Höhe des Webfachs wird beeinflusst bzw. begrenzt durch:
- die Länge des Webstuhls
- die Länge der Litzen und der Litzenaugen
- die sogenannte Sprunghöhe des Weberblatts (Webkamms)
- die Art der Schaftaushebung (Rollenzug oder Kontermarsch)